# Vilém Jakl
Vilém Jakl (nascido me 22 de fevereiro de 1915 — data de morte desconhecido) foi um ciclista olímpico tchecoslovaco. Representou sua nação em dois eventos nos Jogos Olímpicos de Verão de 1936.